# Rue Comhaire
La rue Comhaire est une rue liégeoise du quartier du Laveu qui relie la rue Lambinon à la rue du Laveu.

## Situation et description
Cette artère fait partie du quartier du Laveu. Longue d'environ 510 m, elle s'élève progressivement depuis la rue Lambinon. Elle est parallèle avec la rue du Laveu qu'elle finit par rejoindre après avoir opéré un virage à 90°. La rue applique un sens unique de circulation automobile dans le sens de la montée (rue Lambinon vers rue du Laveu). La quinzaine d'immeubles sis du no 128 au no 156 a été construite le long d'une impasse mesurant environ 80 m.

## Histoire
Cette rue percée en 1881 compte environ 170 habitations le plus souvent bâties en brique rouge entre la fin de XIXe siècle et le début du XXe siècle.

## Odonymie
La rue rend hommage à Mathieu-Nicolas Comhaire (1772-1830), poète, auteur des Loisirs champêtres en 1807.

## Parc Comhaire
Sur la partie supérieure de la rue, se trouve le parc Comhaire réaménagé en 2013 sur le site de l'ancien terril du Laveu. Ce parc propose des terrains de sport, une plaine de jeux, une aire de pique-nique, un chalet, un domaine boisé ainsi que deux petites mares gérées par l'association Natagora. Le sentier du Lavoir s'élève dans les bois et rejoint la rue Henri Maus.

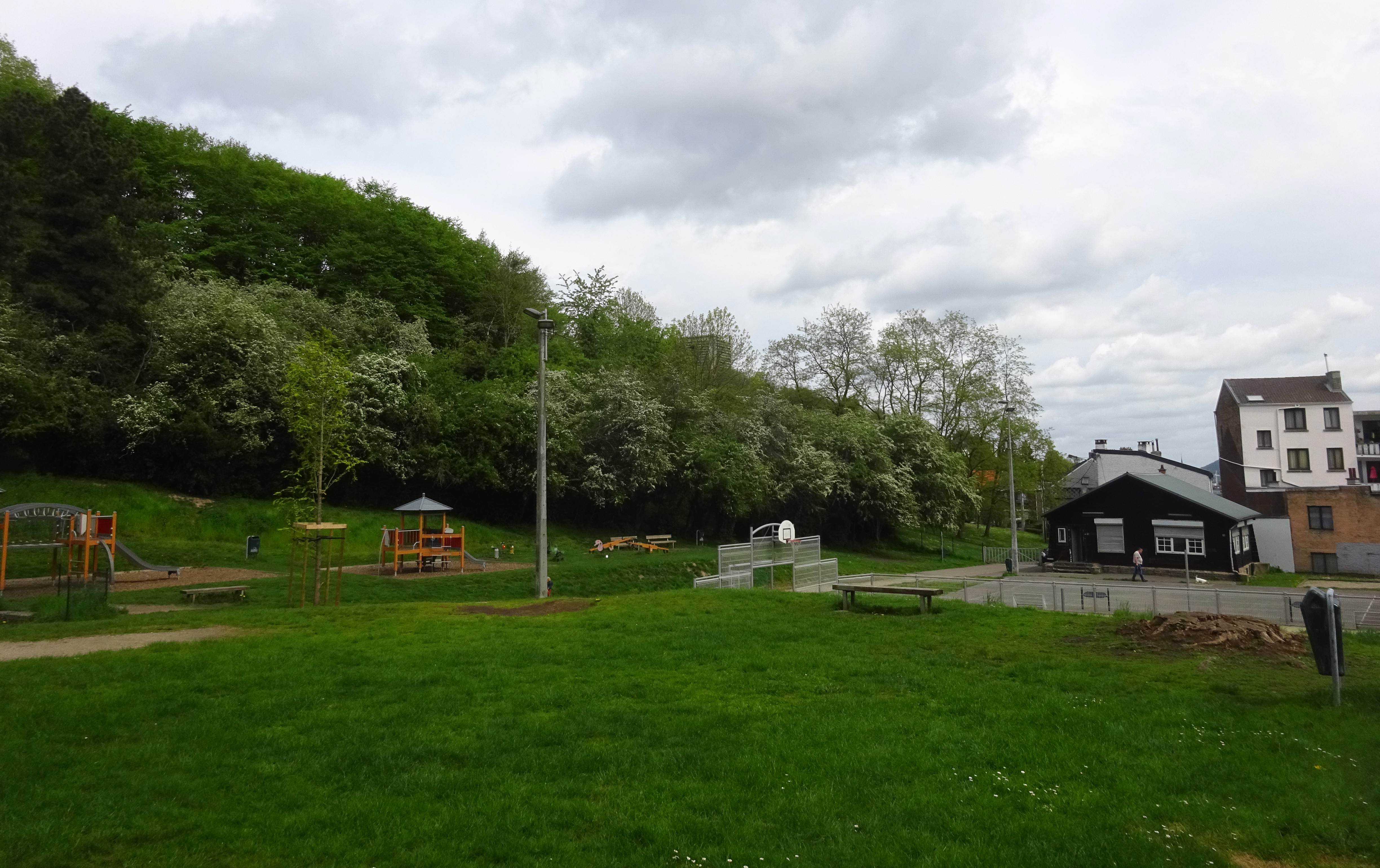
Le parc Comhaire

## Voies adjacentes
- Rue Lambinon
- Rue de la Butte (escalier)
- Rue Chauve-Souris (escalier)
- Rue du Laveu
- Passage Albert Van den Berg (escalier)